# Amarratge

Esquema d'amarratge d'un vaixell.

 Eixàrcia d'amarratge  és el conjunt de caps i cables emprats en l'amarratge d'un vaixell.
- Llarg de proa
- Travessí de proa
- Spring de proa
- Spring de popa (també conegut com a colzera)
- Travessí de popa
- Llarg de popa

Tant els llargs com els travessins són caps de fibra de polipropilè o equivalents. Els Springs es construeixen de cable d'acer amb una estatja de polipropilè a l'extrem per donar-li més elasticitat al conjunt.
Els punts de fixació al moll es denominen: norais o  bites 

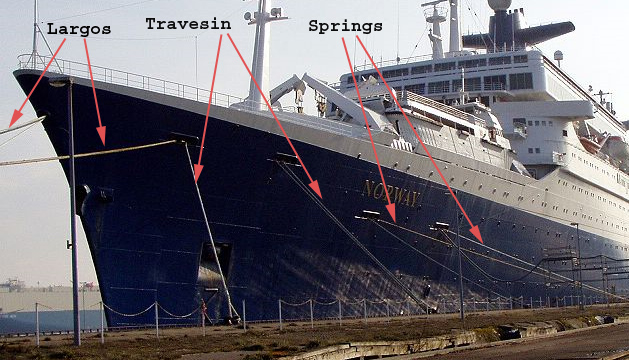
Vaixell Norway amarrat al port de Bremerhaven, Alemanya.

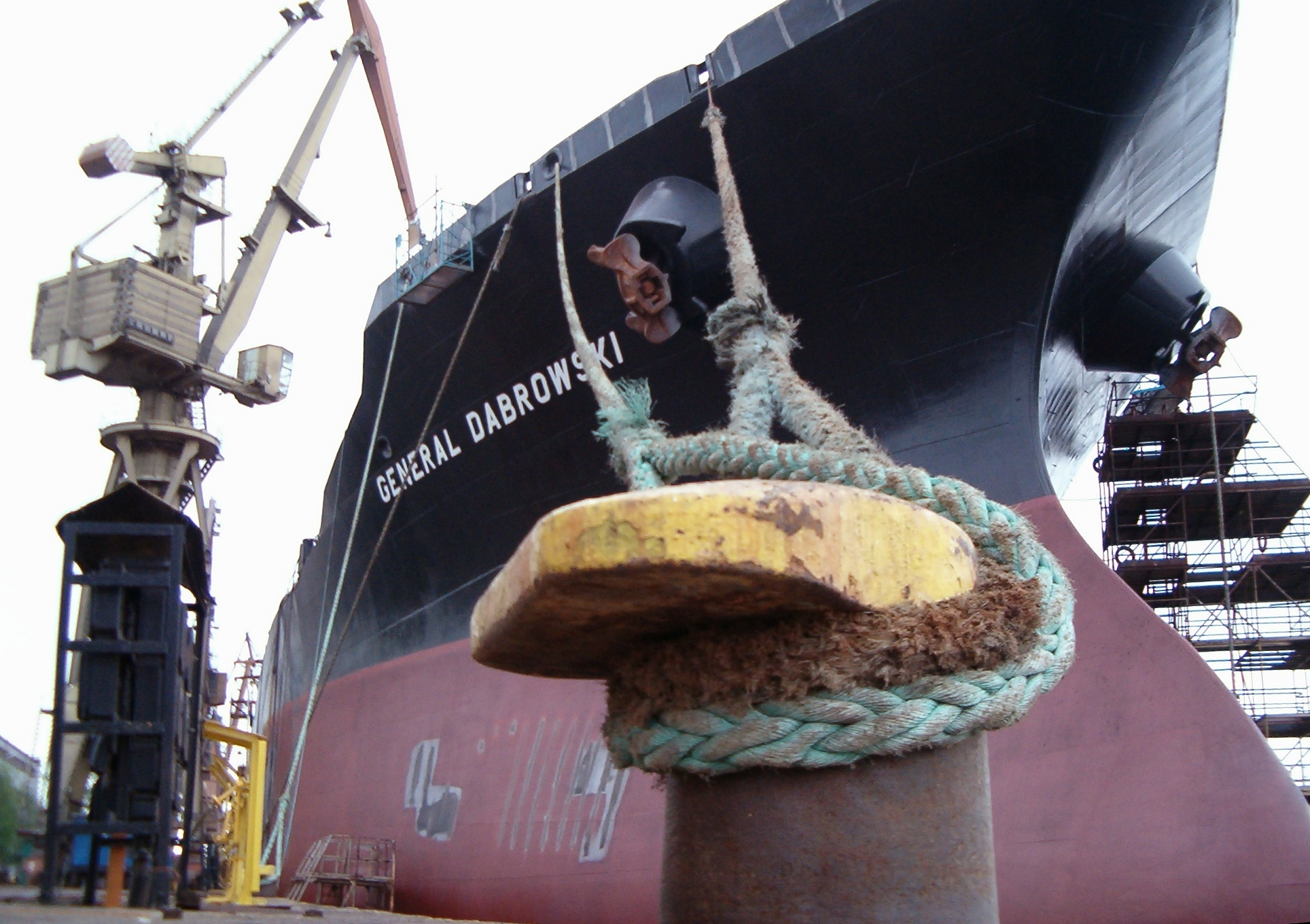
Llargs de proa
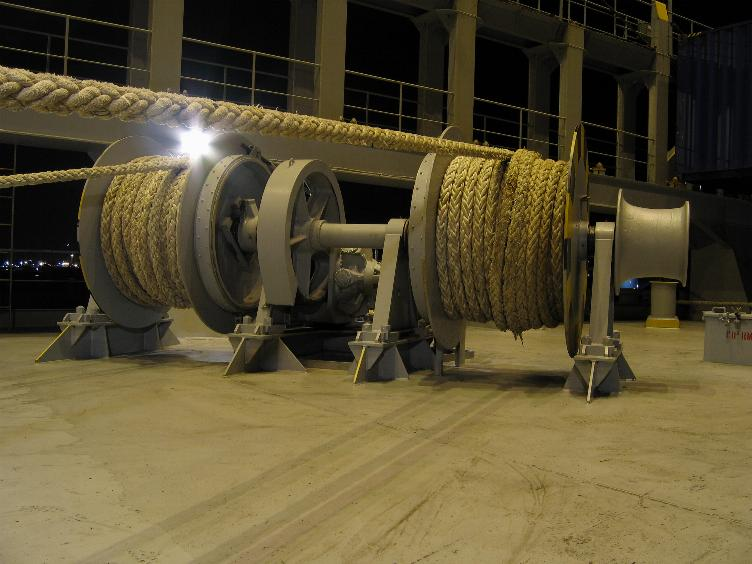
Cabrestant
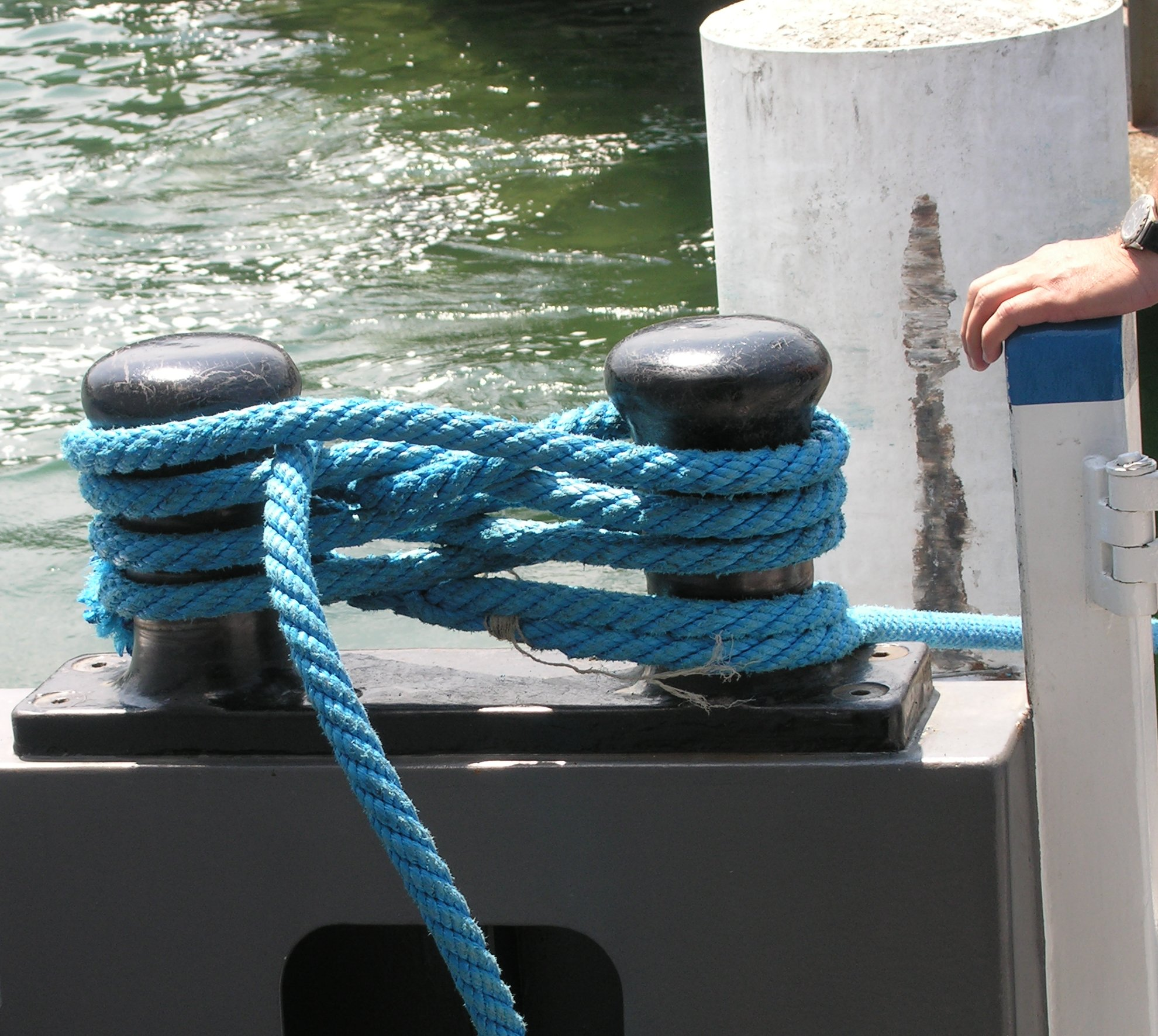
Bita d'amarratge
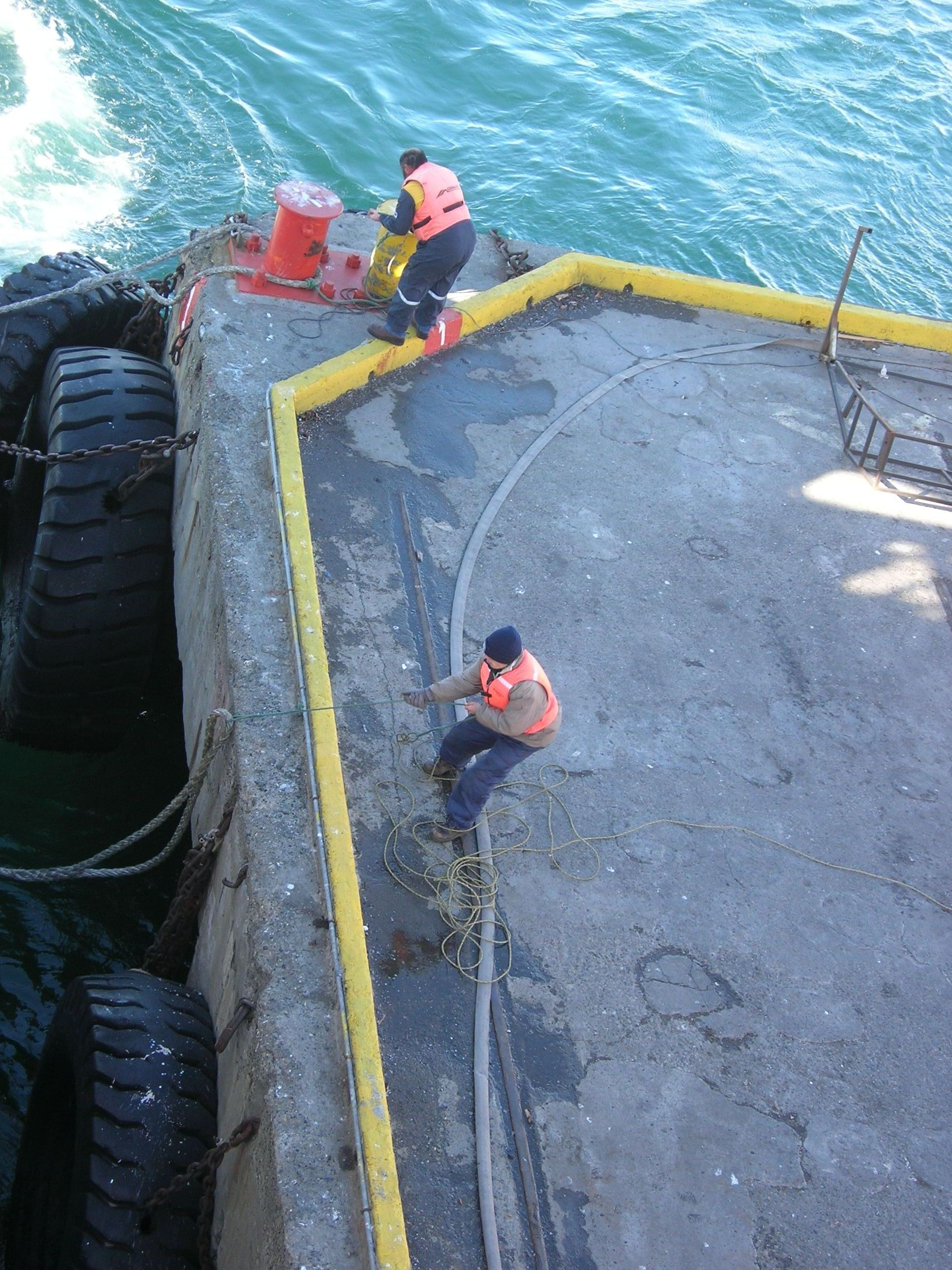
Tasca d'amarratge